# Дудченко Андрій Миколайович
Андрій Миколайович Ду́дченко (нар. 2 серпня 1983, Євпаторія) — український живописець і педагог; член Національної спілки художників України.

## Життєпис
Народився 2 серпня 1983 року в місті Євпаторії (нині Автономна Республіка Крим, Україна), син художника Миколи Дудченка. 2003 року закінчив Кримське художнє училище імені Миколи Самокиша у Сімферополі, де був учнем Тетяни Диманової-Голинської; 2009 року — факультет живопису Національної академії образотворчого мистецтва і архітектури в Києві, де навчався у Миколи Стороженка; 2012 року — асистентуру-стажування Національної академії образотворчого мистецтва і архітектури.
Нині старший викладач кафедри монументального і станкового живопису Київської державної академії декоративно-прикладного мистецтва і дизайну імені Михайла Бойчука.

## Творчість
Працює в галузях станкового та монументального живопису. Серед робіт:
- «Хрещення князя Володимира» (2003);
- «Софіївська ніч» (2004);
- «Андріївська церква» (2005);
- «Вечірній Поділ» (2005);
- «Блакитна бухта» (2005);
- «Севастополь. Ротонда» (2005);
- «У майстерні художника Філатова» (2005);
- «Вечір у Херсонесі» (2005);
- «Соколине. Вечір» (2005);
- «Дон Кіхот» (2005, триптих);
- «Старий будинок Потоцьких» (2006);
- «Яблуня» (2006);
- «На озері» (2006);
- «Надія (Італійський мотив)» (2006);
- «Мазепа» (2006);
- «Вечір на Херсонесі» (2006);
- «Севастополь» (2006);
- «Інкерман» (2006);
- «Голодомор 1932—1933» (2006, плакат);
- «Dolphin love» (2015);
- «Кубо-» (2015);
- «Вухо та конвалії» (2016);
- «Дзеркало. Венера та рожеві куби» (2017);
- «Привід героя» (2021);
- «Святий Севастіан» (2021);
- «Останні трембіти» (2022);
- «Воїни мученики» (2023);
- «Місце влучання» (2024, інсталяція).

Бере участь у всеукраїнських пленерах і художніх виставках з 2004 року.
Деякі твори художника представлені в Севастопольському та Сімферопольському художніх музеях.

## Відзнаки
- Перше місце у Всеукраїнському конкурсі з рисунка серед художніх училищ «Срібний штрих» (2002)[1];
- Грант Президента України для обдарованої молоді (2009)[1].